# Вольф 503
Вольф 503 (Wolf 503) — звезда в созвездии Дева. Находится на расстоянии около 145 световых лет от Солнца. Вокруг звезды обращается, как минимум, одна планета.

## Характеристики
Вольф 503 — звезда 10,28 видимой звёздной величины; она не видна невооружённым глазом. На небе она видна в центральной части созвездия Девы, недалеко от галактики NGC 5324. Впервые звезда упоминается в каталоге Bonner Durchmusterung (BD), составленном под руководством немецкого астронома Ф. Аргеландера в 50-60х годах XIX века под наименованием BD-05°3763. Это древняя звезда возрастом приблизительно 11 миллиардов лет. Её масса и радиус равны 68% и 69% солнечных соответственно. Температура поверхности звезды равна приблизительно 4716 кельвинам.

## Планетная система
В 2018 году командой астрономов, работающих с фотометрическими данными в рамках проекта Kepler-K2, было объявлено об открытии планеты Вольф 503 b (EPIC 212779563 b) в системе. Орбита планеты лежит на среднем расстоянии 0,0571 а.е. от родительской звезды. Её эффективная температура составляет 805±9К. По размерам она немного меньше Нептуна, однако значительно больше Земли. Подобные планеты отсутствуют в Солнечной системе, поэтому они представляют для учёных большой интерес.